# Parc national volcanique de Lassen
Vous lisez un « bon article » labellisé en 2009.
Pour les articles homonymes, voir Lassen.
Le parc national volcanique de Lassen (en anglais : Lassen Volcanic National Park), parfois appelé parc national Lassen Volcanic, est un parc national américain caractérisé par ses paysages volcaniques. Couvrant une superficie de 429 km2, il est situé dans une zone montagneuse et boisée en Californie du Nord, à la jonction des comtés de Lassen, Plumas, Shasta et Tehama.
La région est soumise à une activité volcanique depuis plusieurs millions d'années mais l'histoire géologique récente du parc est liée au pic Lassen, un volcan de la chaîne des Cascades (Cascade Range) devenu célèbre à la suite de son éruption de 1915.
Les Amérindiens peuplent la région depuis plusieurs milliers d'années et y vivent de la cueillette et de la chasse. Les premiers Européens s'installent dans la région au début du XIXe siècle. Le nom du parc est un hommage à Peter Lassen, un immigrant d'origine danoise, qui en 1848 aide des colons désireux de se rendre en Californie à traverser la région.
La zone est classée le 6 mai 1907 sous la forme de deux monuments nationaux dénommés Cinder Cone National Monument et Lassen Peak National Monument. Le 9 août 1916, la zone est élevée au rang de parc national à la suite de l'éruption spectaculaire du pic Lassen l'année précédente. Depuis, le National Park Service (NPS) est chargé de la protection de ses richesses géologiques, naturelles et culturelles, qui attirent chaque année près de 400 000 visiteurs.

## Géographie

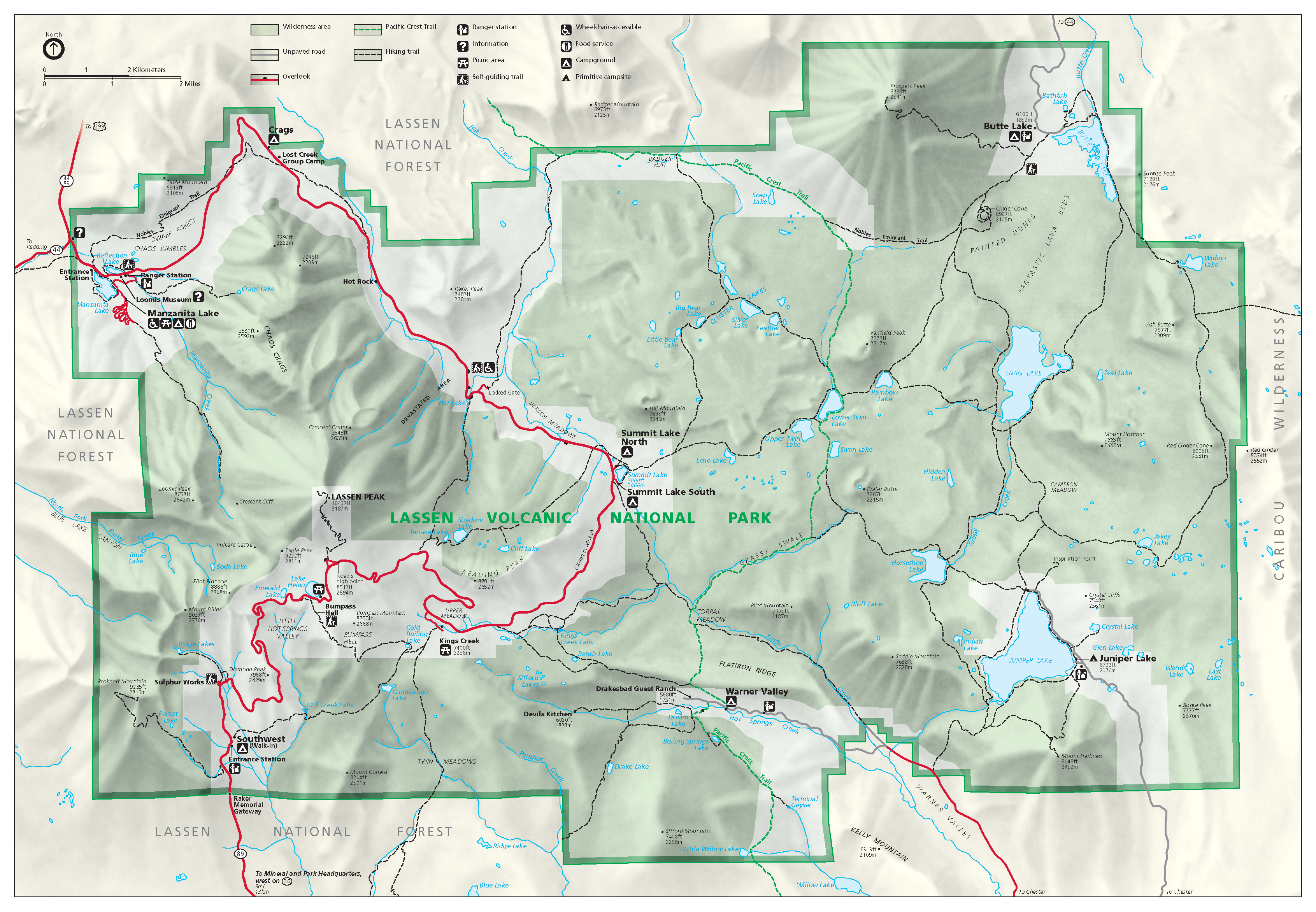
Carte du parc national.

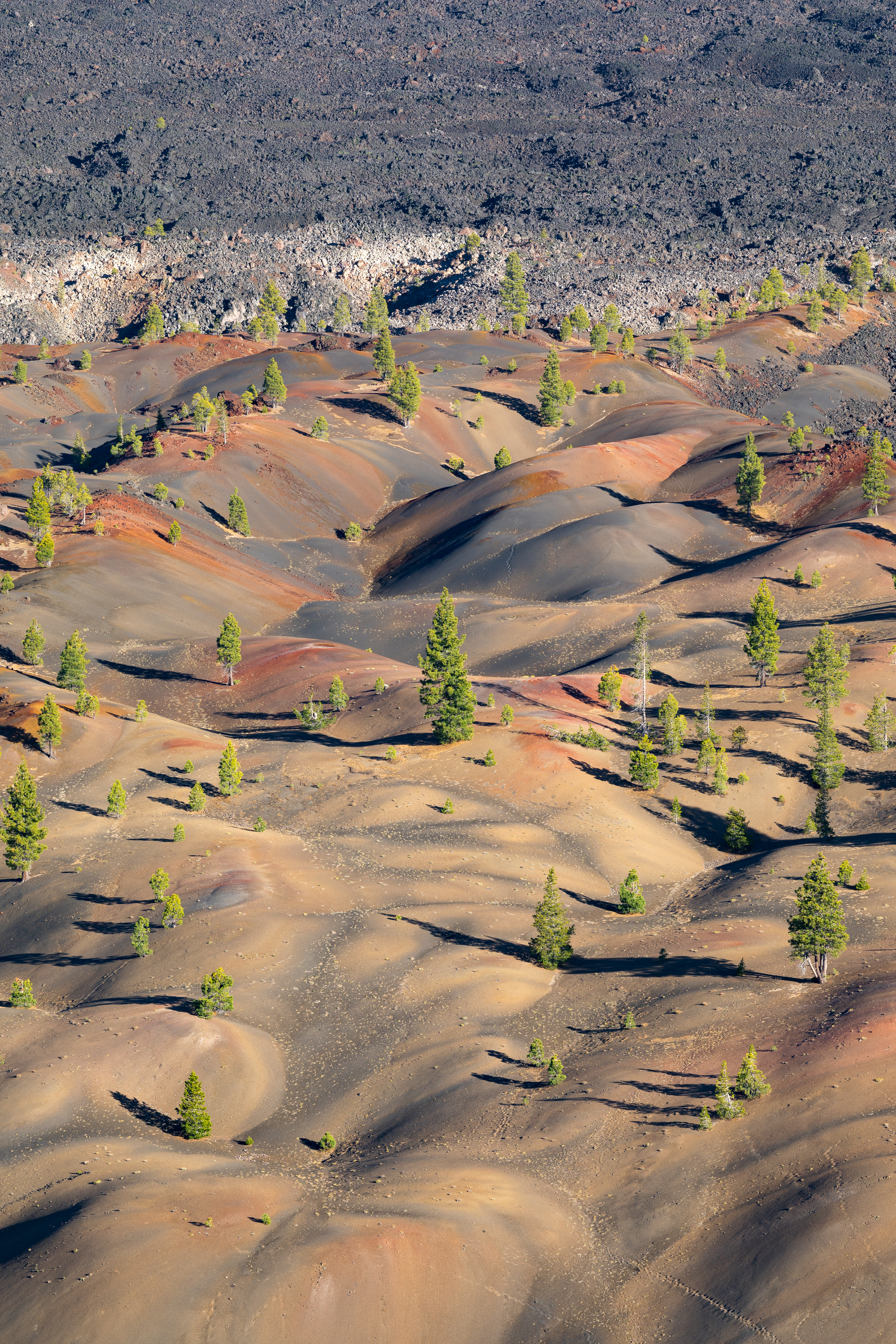
Dunes dites peintes, phénomène colorant vivement la surface du sol à la suite d'une explosion vers 1650.

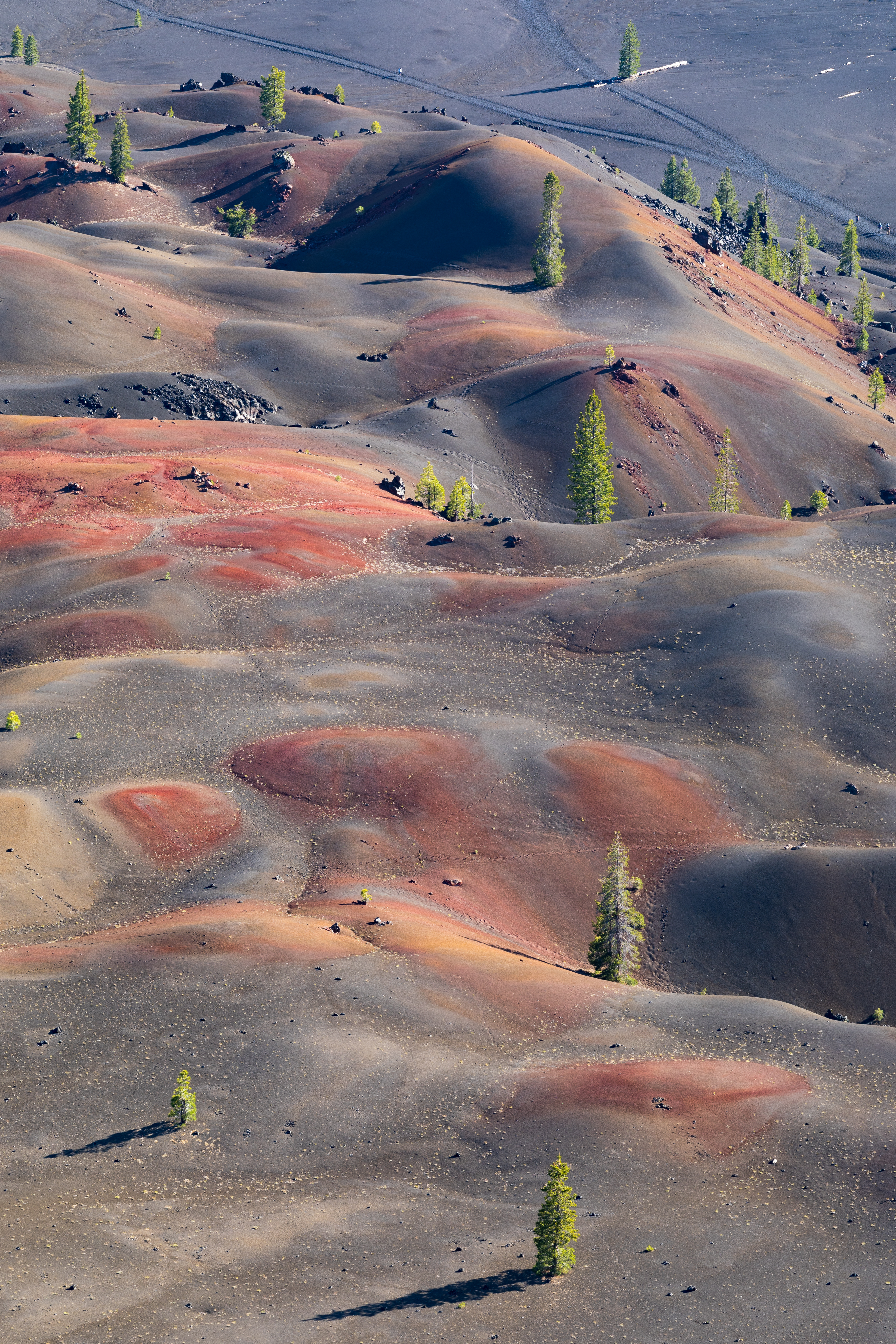
Autre dunes peintes dans le parc. Juin 2020.

Situé au nord-est de l'État de Californie, le parc s'étend sur les territoires des comtés de Lassen, Plumas, Shasta et Tehama. À moins de 75 kilomètres à l'ouest du parc se trouve la grande ville de Redding. Les métropoles les plus proches sont Sacramento à 300 kilomètres au sud-ouest, San Francisco à 400 kilomètres au sud-ouest, et Portland à plus de 700 kilomètres au nord. Le parc est accessible au départ de l’Interstate 5 et est traversé par la California State Route 89 qui grimpe jusqu'à 2 594 mètres d'altitude en longeant les flancs du pic Lassen.

### Relief

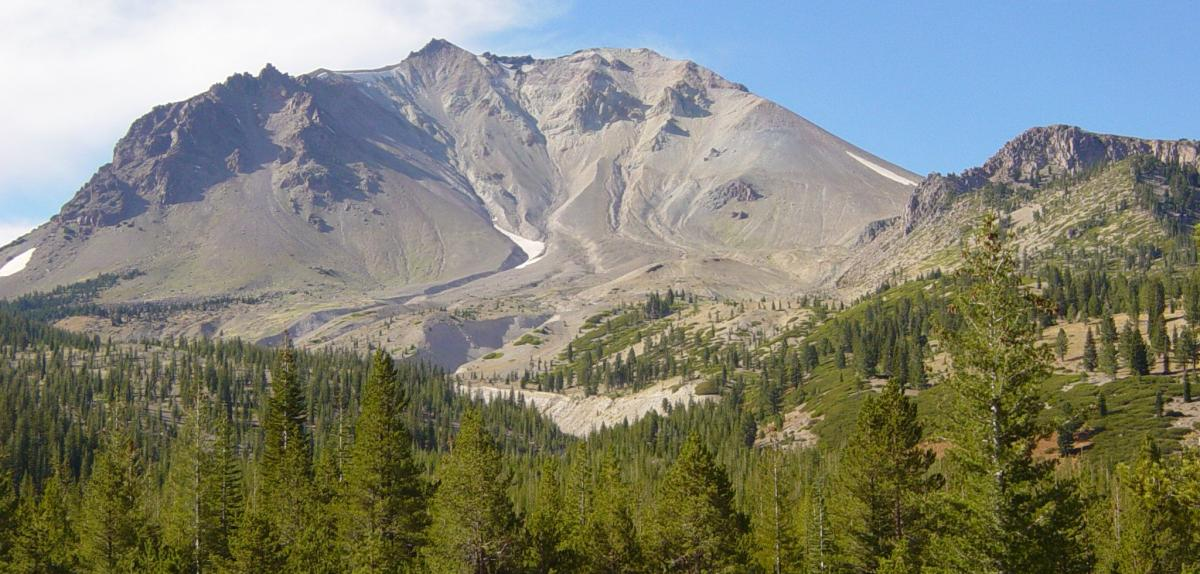
Le pic Lassen du côté soufflé par l'explosion de 1915.

D'une superficie totale de 429 km2, le parc s'étend sur environ 20 kilomètres du nord au sud, alors que sa largeur approche les 25 kilomètres. Le sommet du parc, dénommé pic Lassen, culmine à 3 187 mètres d'altitude. Ce volcan, situé au sud-ouest du parc appartient à la section la plus méridionale de la chaîne des Cascades. Les régions situées plus à l'ouest du parc appartiennent à la vallée de Sacramento tandis que les zones situées plus à l'est appartiennent au Grand Bassin. Le pic Lassen est le seul sommet à dépasser les 3 000 mètres d'altitude, par contre la majorité du parc est située au-dessus des 2 000 mètres sans jamais passer sous les 1 500 mètres.
La plupart des sommets de la région sont d'anciens volcans endormis. Parmi ceux-ci se trouvent le Chaos Crags (2 592 mètres), la Brokeoff Mountain (2 815 mètres), et le Cinder Cone (2 105 mètres).

### Climat
Appartenant à la région montagneuse de la chaîne des Cascades et avec des altitudes maximales dépassant les 3 000 mètres d'altitude, le parc national présente un climat de type montagnard. Les régions situées plus à l’ouest présentent un climat méditerranéen alors que le climat est semi-aride dans les régions plus à l’est,.
Les températures varient évidemment dans le parc en fonction de l'altitude. Les records de températures enregistrées sont de −27 °C au minimum et de 40 °C au maximum. Bien qu'habituellement absentes de mai à septembre, des gelées peuvent se produire toute l’année.
Les précipitations sont généreuses dans le parc et sont bien supérieures à celles que connaissent les régions désertiques situées plus à l'est. L'humidité, provenant principalement de l'océan Pacifique, est stoppée au niveau de la chaîne montagneuse des Cascades, ce qui fait que la pluviométrie est plus abondante à l’ouest du parc que dans la région du Grand Bassin située plus à l’est, qui présente les caractéristiques climatiques d'un désert d'abri. Les mois de juin à septembre sont les moins pluvieux alors que la période de décembre à mars est la plus arrosée.
La neige est présente dans la plus grande partie du parc d’octobre jusqu’à la mi-juin ce qui fait que la route principale du parc est fermée durant toute cette période. Les mois de juillet à septembre sont en général ensoleillés avec des températures en journée comprises entre 25 et 29 °C,.
| Mois                                       | Janv  | Fév   | Mars  | Avr   | Mai   | Juin | Juil | Août | Sept | Oct   | Nov   | Déc   | Année        |
| ------------------------------------------ | ----- | ----- | ----- | ----- | ----- | ---- | ---- | ---- | ---- | ----- | ----- | ----- | ------------ |
| Record des températures maximales (°C)     | 17,0  | 21,0  | 25,0  | 29,0  | 34,0  | 36,0 | 40,0 | 39,0 | 37,0 | 32,0  | 24,0  | 17,0  | 40,0 (2002)  |
| Températures maximales moyennes (°C)       | 6,0   | 8,0   | 11,0  | 15,0  | 20,0  | 24,0 | 29,0 | 29,0 | 25,0 | 19,0  | 10,0  | 6,0   | 17,0         |
| Températures minimales moyennes (°C)       | -7,0  | -5,0  | -3,0  | -2,0  | 2,0   | 6,0  | 8,0  | 7,0  | 4,0  | 0,0   | -3,0  | -6,0  | 0,0          |
| Record de température minimale (°C)        | -24,0 | -23,0 | -19,0 | -15,0 | -10,0 | -4,0 | -3,0 | -3,0 | -9,0 | -11,0 | -16,0 | -27,0 | -27,0 (1990) |
| Moyennes mensuelles de précipitations (mm) | 150,1 | 142,7 | 124,5 | 51,8  | 40,4  | 20,1 | 9,4  | 9,9  | 22,9 | 50,8  | 97,5  | 117,3 | 837,4        |

### Hydrographie
Les petits ruisseaux présents dans le parc appartiennent au bassin hydrographique du fleuve Sacramento. Ce fleuve, qui prend sa source plus au nord à proximité du mont Shasta, s'écoule à l'ouest du parc dans la vallée de Sacramento. Il termine sa course dans la baie de San Francisco, et donc dans l'océan Pacifique, après avoir parcouru près de 615 kilomètres,.
Plus à l'est, les cours d'eau appartiennent plutôt au Grand Bassin, ce qui signifie que l'eau, n'ayant aucun accès à l'océan, ne se déverse que dans des lacs endoréiques depuis lesquels elle s'évapore,.
De nombreux lacs sont présents dans l'ensemble du parc, les quatre principaux étant le lac Juniper, le lac Snag, le lac Butte et le lac Lower Twin.

## Géologie

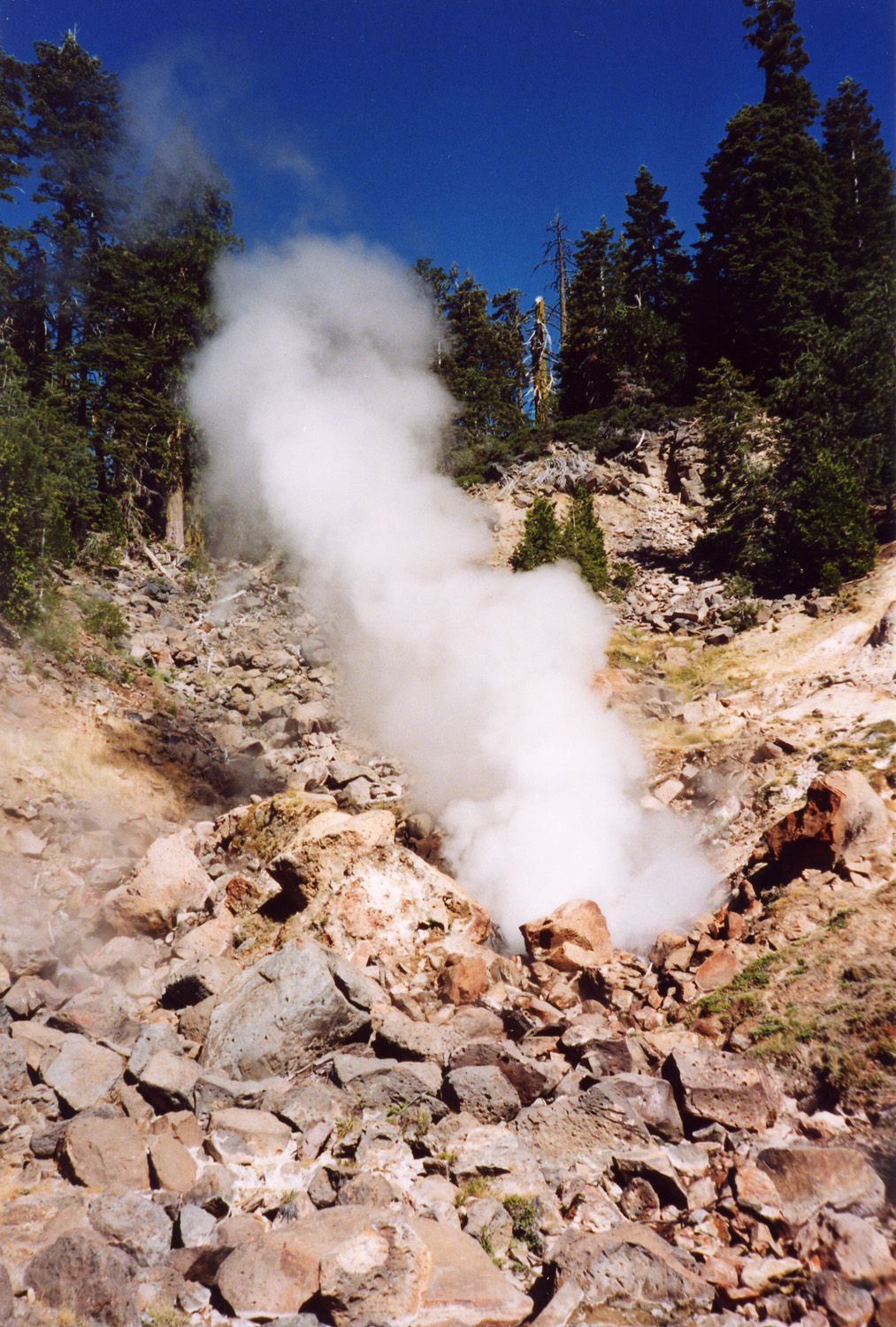
Terminal Geyser dans le parc.

Le pic Lassen, tout comme d'autres volcans de la chaîne des Cascades, constitue un maillon d'une grande chaîne de volcans connue sous le nom de ceinture de feu du Pacifique. Les volcans des Cascades sont alimentés par la chaleur transmise par la subduction des plaques tectoniques de Gorda et de Juan de Fuca sous la bien plus grande plaque nord-américaine. Située à près de 500 kilomètres au large des côtes, le centre de la plaque de Gorda s'enfonce chaque année de près de 2,5 centimètres sous l'Amérique du Nord,,.
Le sous-sol du parc est constitué de roches datant de plusieurs millions d'années, semblables à celles visibles dans la Sierra Nevada. Ces roches sédimentaires sont issues de sédiments déposés à une époque où la région était recouverte par une mer. Ces roches ne sont pas visibles au niveau du sol dans le parc car elles ont été par la suite recouvertes de roches volcaniques, plus récentes.
Il y a entre 35 et 70 millions d'années, la région se soulève durant l'orogenèse laramienne. La zone marine se transforme d'abord en une zone marécageuse sous un climat subtropical où des dépôts de matières organiques se produisent, ce qui explique la présence de charbons dans le sous-sol. Alors que la région continue à se soulever, les premières éruptions apparaissent avec des coulées de laves basaltiques. Les restes de ces volcans disparaissent pour la plupart, recouverts par divers dépôts volcaniques plus récents.
Il y a entre 1,2 million et 800 000 ans, de grandes quantités de laves dacitiques et rhyolitiques se déversent sur toute la région. Les éruptions reprennent il y a environ 600 000 ans. C'est à cette époque que débute la formation du mont Tehama, un volcan de plus de 3 300 mètres de haut. Les nombreux dépôts volcaniques de toute cette période, comme une grande partie du mont Tehama, sont érodés par la suite durant les longues périodes glaciaires s'étendant sur des milliers d'années.
Les géologues pensent que le pic Lassen commence à se former il y a environ 27 000 ans sur une partie de l'ancien mont Tehama. À cette époque, le parc est recouvert par une calotte glaciaire. Au fil du temps, alors que le volcan s'élève, des glaciers se forment sur ses flancs. La période glaciaire s'achève il y a 1 000 à 2 000 ans sans que les glaciers n'aient vraiment réussi à éroder le volcan. Lors de leur retrait, les glaciers laissent derrière eux de nombreux lacs et vallées,.
Vers 1670, une partie du Chaos Crags (un dôme formé il y a 1 000 ans environ) s'effondre, probablement à la suite d'une éruption phréatique explosive. Près de 150 millions de m3 de débris sont projetés à proximité du volcan, au lieu-dit Chaos Jumbles. Entre 1630 et 1670, une coulée de lave s'écoule à l'est dans la zone du lac Butte. C'est juste après cette coulée que commence à se former le Cinder Cone qui relâche plus tard quelques nouvelles coulées de lave. Ces coulées obstruent un ruisseau ce qui a pour conséquence de former le lac Snag,.
La dernière éruption dans la zone débute en 1914 pour atteindre son maximum en 1915 et se terminer au début des années 1920. Une énorme coulée de boue se produit le 19 mai 1915 lorsque de la lave fait fondre rapidement la glace présente sur le sommet du pic Lassen. Le 22 mai 1915, le volcan entre en éruption en détruisant les zones voisines. Le souffle de la coulée pyroclastique détruit tout sur une distance de six kilomètres au nord-est du volcan,.
Au début du XXIe siècle, le volcanisme dans le parc se limite à des fumerolles, des mares de boue chaude et à de l'eau bouillonnante. Étant donné que l'activité volcanique de la région provient de la dérive vers le nord de la plaque Juan de Fuca sous la plaque nord-américaine, les géologues prédisent que l'activité volcanique disparaîtra lorsque la plaque sera totalement passée sous la région.

## Milieu naturel
La région du parc accueille plus de 700 espèces de plantes et plus de 250 espèces de vertébrés. La plus grande partie des forêts du parc est essentiellement composées de conifères. Parmi eux, le Sapin rouge, qui peut vivre jusque 300 ans, atteint régulièrement dans le parc une taille de plus de 50 mètres de hauteur pour un diamètre compris entre 75 et 130 centimètres.

### Flore

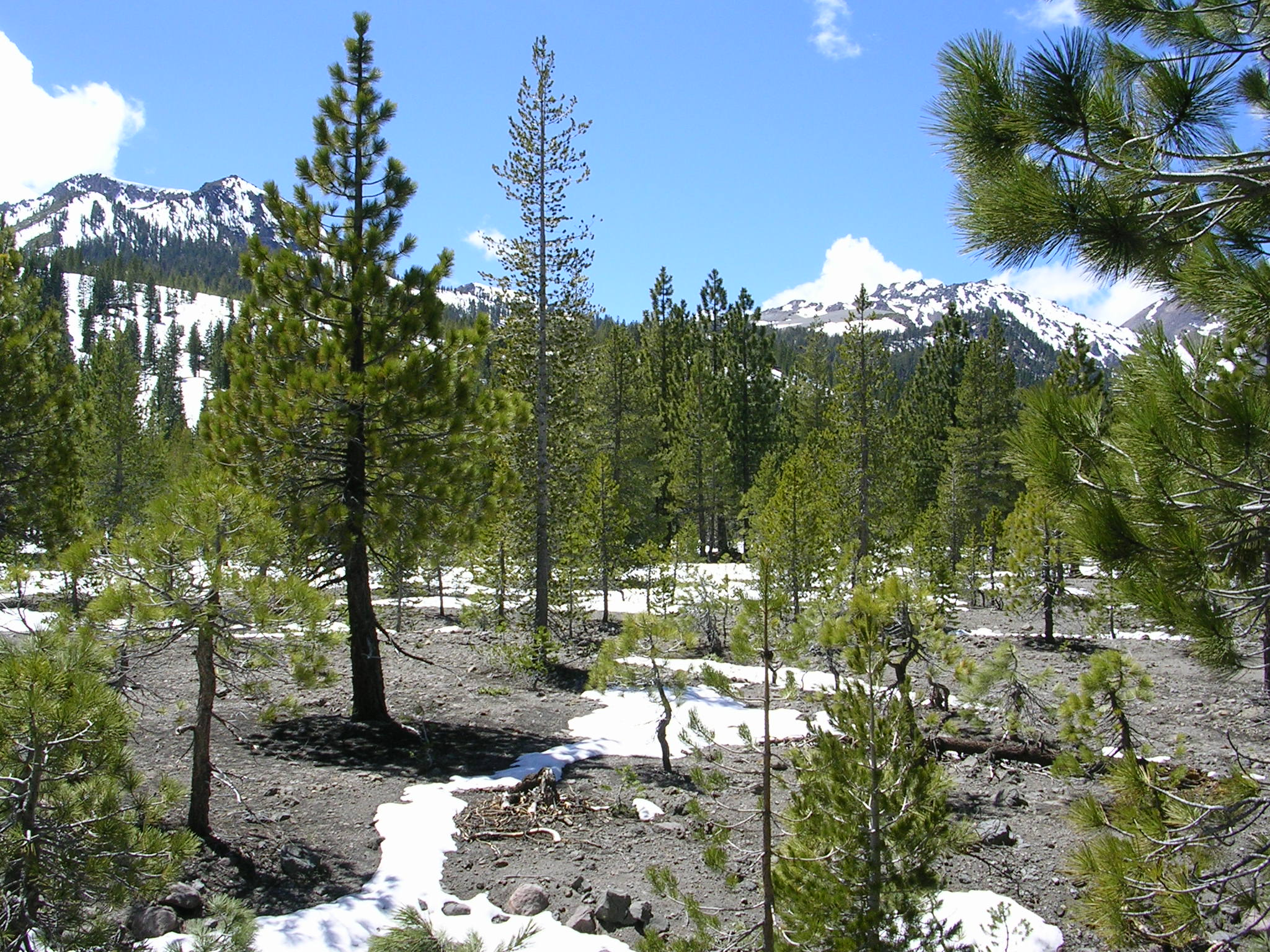
Forêt de conifères, Pin de Jeffrey et Pin argenté.

Sous 2 000 mètres d'altitude, la végétation se compose essentiellement de conifères dont le Pin ponderosa, le Pin de Jeffrey, le Pin à sucre (Pinus lambertiana), le Calocèdre (Calocedrus decurrens) et le Pin blanc d'Amérique (Pinus strobus). Dans ce biotope se trouvent également le Groseillier à maquereau (Ribes uva-crispa), le Chimophile à ombelles (Chimaphila umbellata) et le Lilas de Californie (Ceanothus) tandis que les fleurs sont représentées par des Iris et la Corallorhize maculée (Corallorhiza maculata).
Entre 2000 et 2 500 mètres d'altitude, la forêt de conifères est composées du Sapin rouge (Abies magnifica), du Pin argenté (Pinus monticola), de la Pruche subalpine (Tsuga metrensiana) et du Pin tordu (Pinus contorta). Parmi les fleurs de la zone se trouvent des Lupins (Lupinus obtusilobus), Wyethia mollis et le Raisin d'ours (Arctostaphylos uva-ursi).
Au-dessus de 2 500 mètres d'altitude, les arbres se font rares et la végétation prend une forme subalpine. Les espèces d'arbres qui vivent à ces hauteurs sont le Pin à écorce blanche (Pinus albicaulis) et la Pruche subalpine. Ces arbres sont dénommés krummholz (littéralement « bois tordu ») car ils ont des formes tourmentées causées par le poids de la neige et par les vents violents. La végétation se compose également de petites plantes comme le Pinceau indien (Castilleja), le Lupin de Lyall (Lupinus lyallii), Phyllodoce breweri, Cassiope mertensiana, Nama lobbii et Monardella villosa,.
Le chaparral, une sorte de maquis, est un autre biotope présent dans certaines zones pentues et rocheuses. Ce milieu se caractérise entre autres par des arbustes comme Arctostaphylos patula et Quercus vaccinifolia.
Les zones ripariennes accueillent en nombre le Peuplier faux-tremble (Populus tremuloides) qui est adapté aux zones régulièrement soumises à des incendies. Depuis que l'Homme lutte contre les incendies dans la région, l’arbre se fait remplacer par des arbres moins résistants aux incendies comme le Sapin du Colorado (Abies concolor). Les services du parc essaient d'étudier l'impact de l'élimination des feux sur cet arbre et prévoient de réaliser des incendies volontaires en vue de favoriser le peuplier. D'autres arbres comme le Saule de Scouler (Salix scouleriana), le Peuplier baumier (Populus balsamifera ssp. Trichocarpa) et l'Aulne blanc (Alnus incana ssp. Tenuifolia) vivent également dans ces zones humides tout comme l’Iris tigré (Belamcanda chinensis).
La coloration rouge présente par endroits dans la neige provient d'une Algue des neiges (Chlamydomonas nivalis).

### Faune
Le parc accueille environ 300 espèces de vertébrés, dont 57 mammifères et 216 oiseaux. La richesse de la biodiversité provient du fait que la zone est à la jonction de quatre zones biologiques spécifiques : la Sierra Nevada au sud, la chaîne des Cascades au nord, le Grand Bassin à l'est et la vallée de Sacramento à l'ouest. La zone est vulnérable au réchauffement climatique. Les premiers effets sont déjà visibles avec des espèces que l'on trouve à des altitudes plus élevées que par le passé et avec le retrait des glaciers.
Parmi les grands mammifères se trouvent l’Ours noir (Ursus americanus), le Cerf hémione (Odocoileus hemionus), le Lynx roux (Lynx rufus) et le Puma (Puma concolor). Les petits mammifères sont plus nombreux avec, par exemple, la Souris sylvestre (Peromyscus maniculatus), l’Écureuil terrestre doré (Spermophilus lateralis), le Lièvre d'Amérique (Lepus americanus), le Porc-épic d'Amérique (Erethizon dorsatum), l’Écureuil de Douglas (Tamiasciurus douglasii), le Grand polatouche (Glaucomys sabrinus), le Castor de montagne (Aplodontia rufa), la Marmotte à ventre jaune (Marmota flaviventris) et le Blaireau américain (Taxidea taxus),.

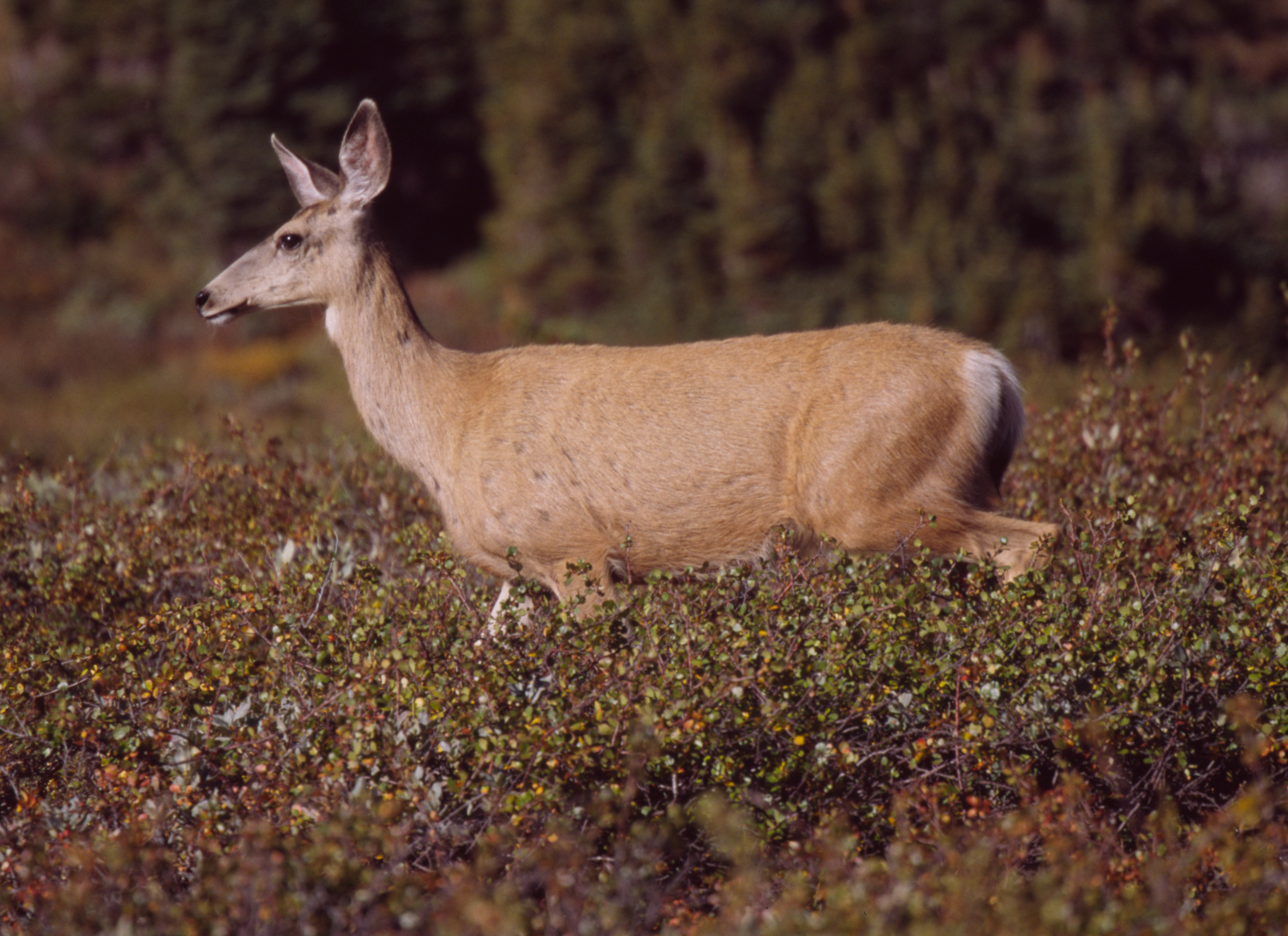
Cerf hémione.
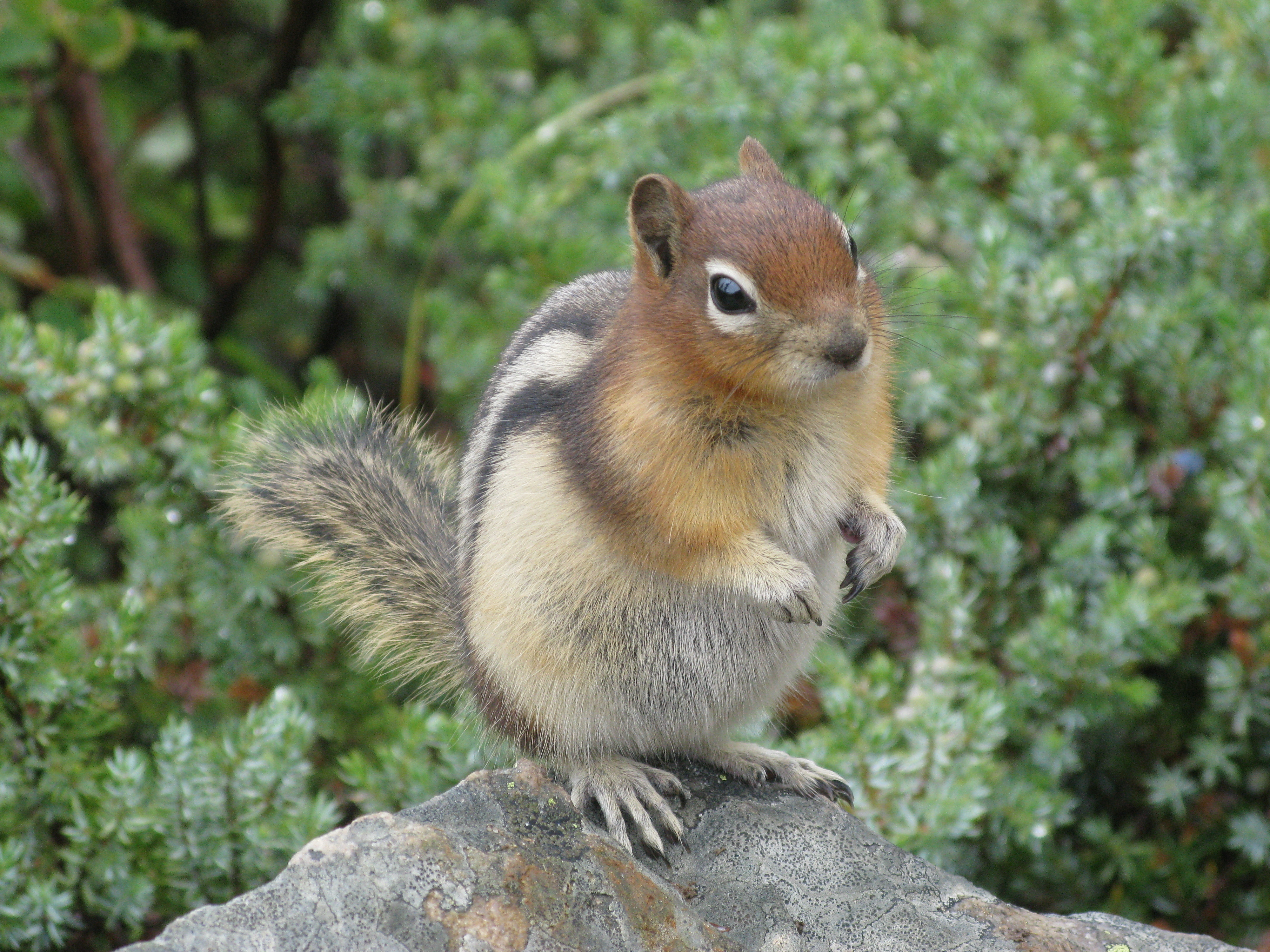
Écureuil terrestre doré.

Les oiseaux présents dans le parc sont, entre autres, le Pic flamboyant (Colaptes auratus), le Moucherolle à côtés olive (Contopus cooperi), le Pioui de l'Ouest (Contopus sordidulus), la Sittelle à poitrine rousse (Sitta canadensis), le Grimpereau brun (Certhia americana), le Solitaire de Townsend (Myadestes townsendi), le Grand-duc d'Amérique (Bubo virginianus), le Grand Pic (Dryocopus pileatus), le Geai de Steller (Cyanocitta stelleri), le Roitelet à couronne dorée (Regulus satrapa), le Viréo mélodieux (Vireo gilvus), le Junco ardoisé (Junco hyemalis), le Cassenoix d'Amérique (Nucifraga columbiana), la Mésange de Gambel (Poecile gambeli), le Merlebleu azuré (Sialia currucoides), le Roselin de Cassin (Carpodacus cassinii). Le Roselin à tête grise (Leucosticte tephrocotis) est présent jusque dans les zones alpines tandis que le Martin-pêcheur d'Amérique (Megaceryle alcyon), la Foulque d'Amérique (Fulica americana) et le Chevalier grivelé (Actitis macularius) sont présents à proximité des zones humides.

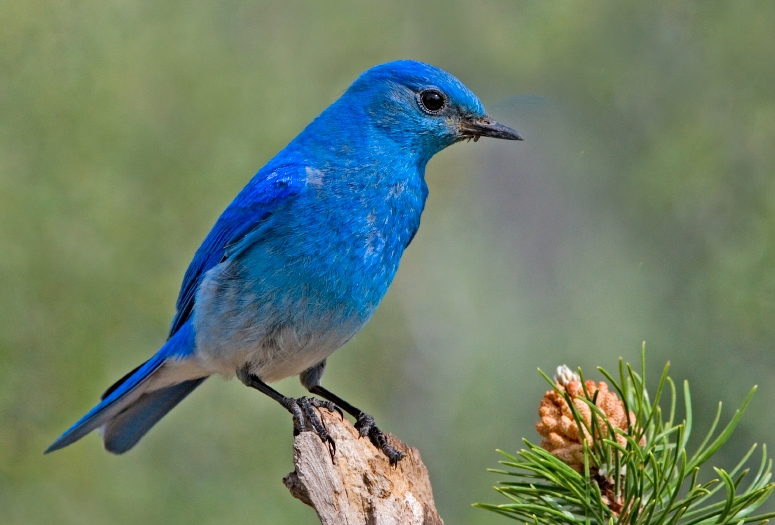
Merlebleu azuré.
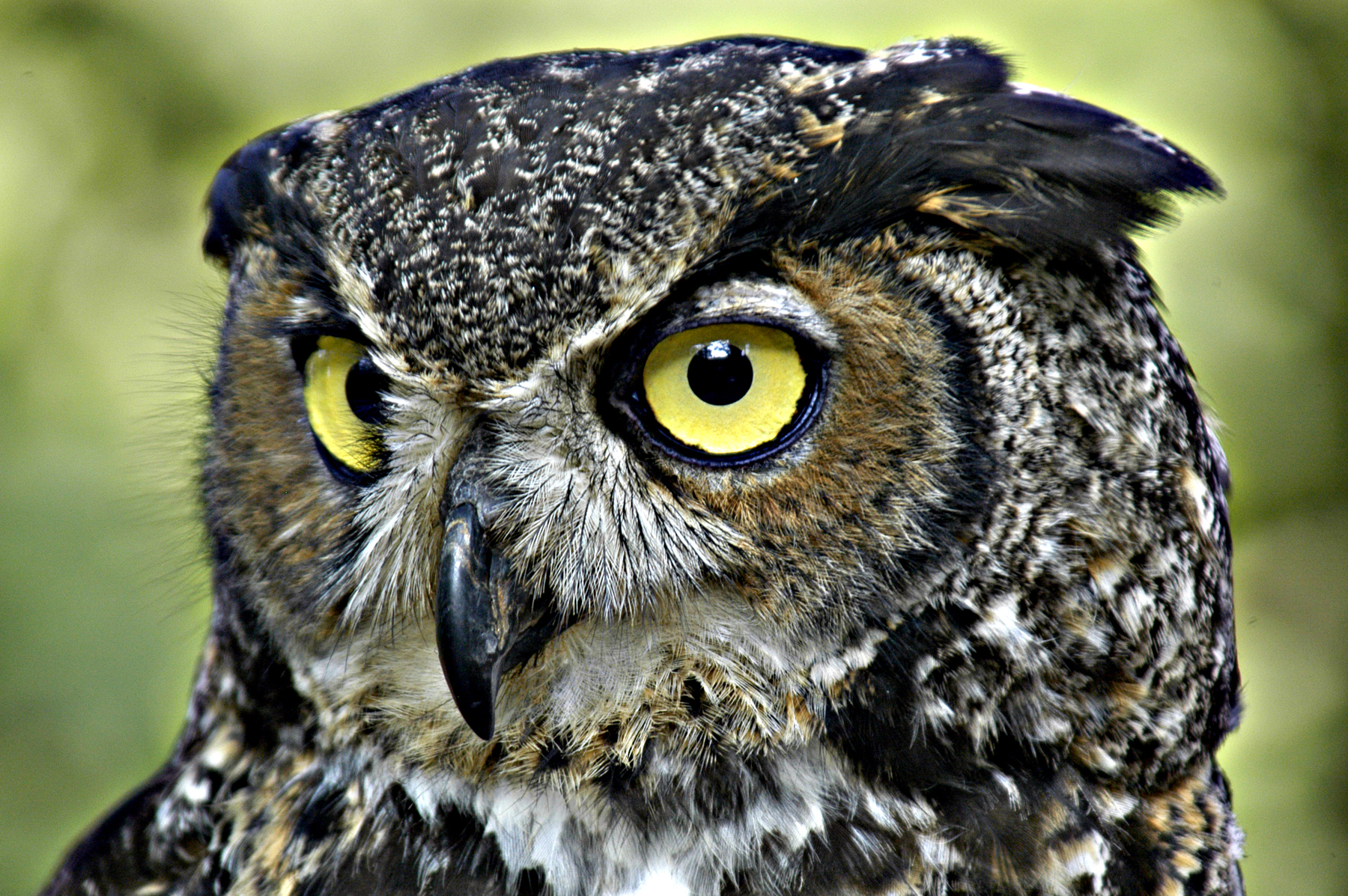
Grand-duc d'Amérique.
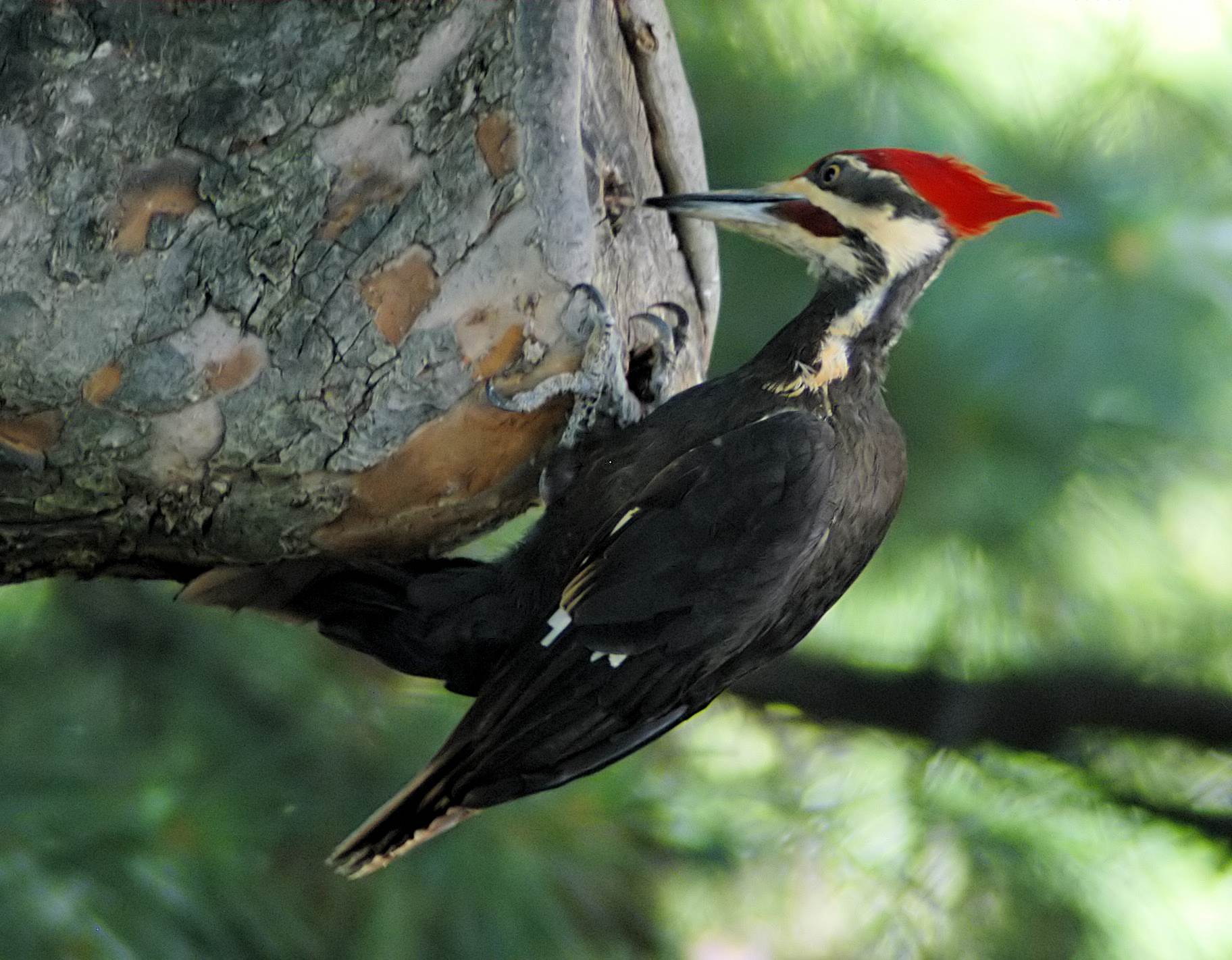
Grand Pic.

Six espèces d’amphibiens et six espèces de reptiles sont présentes dans le parc dont le Lézard de Sagebrush (Sceloporus graciosus), le Lézard-alligator boréal (Elgaria coerulea), le Crapaud boréal (Bufo boreas), la Rainette du Pacifique (Pseudacris regilla) et la Couleuvre de l’Ouest (Thamnophis elegans). Neuf poissons sont présents dans le parc dont cinq indigènes de Californie comme la Truite arc-en-ciel (Oncorhynchus mykiss) et quatre introduits,.

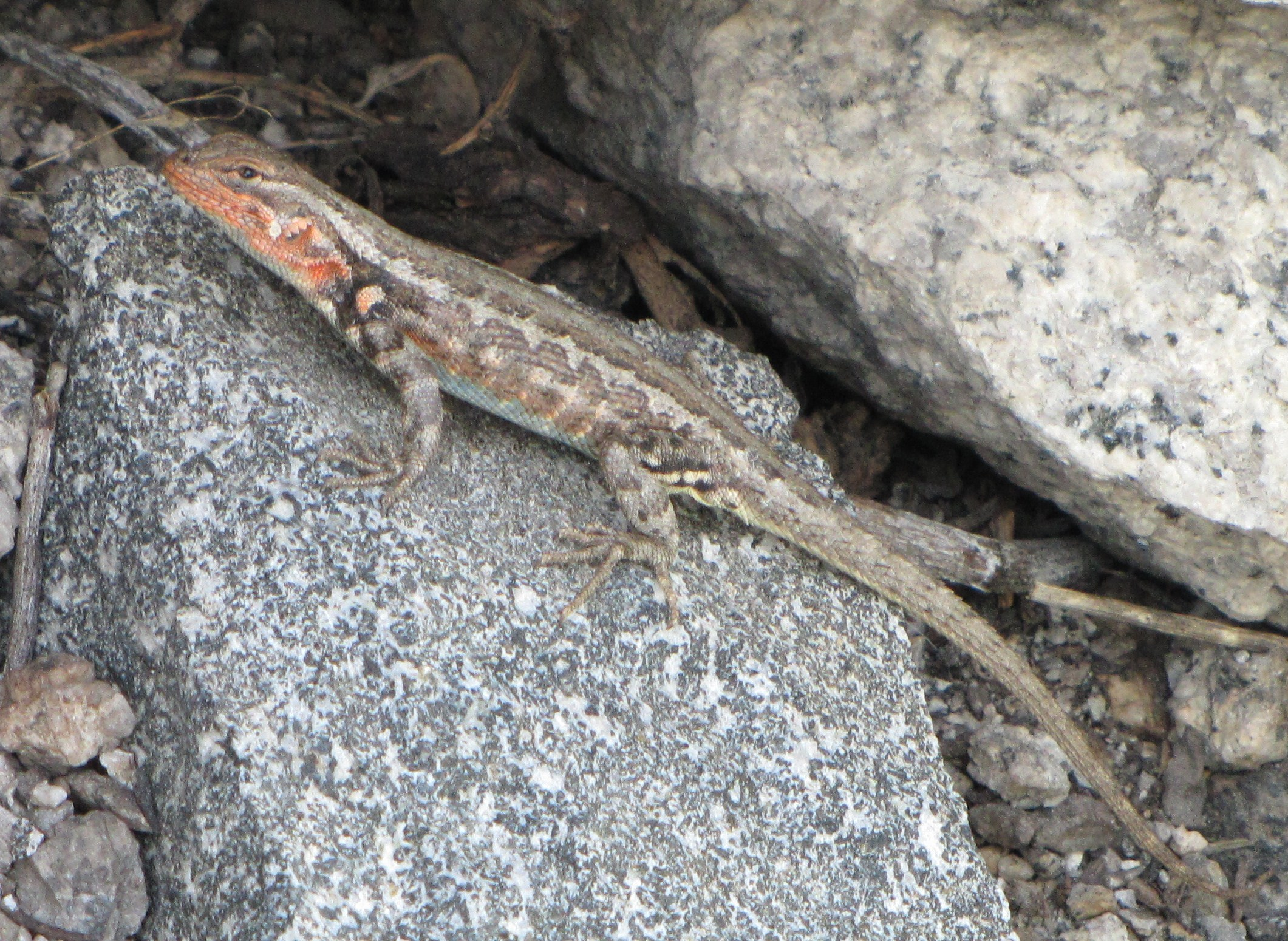
Lézard de Sagebrush.
Couleuvre de l’Ouest.
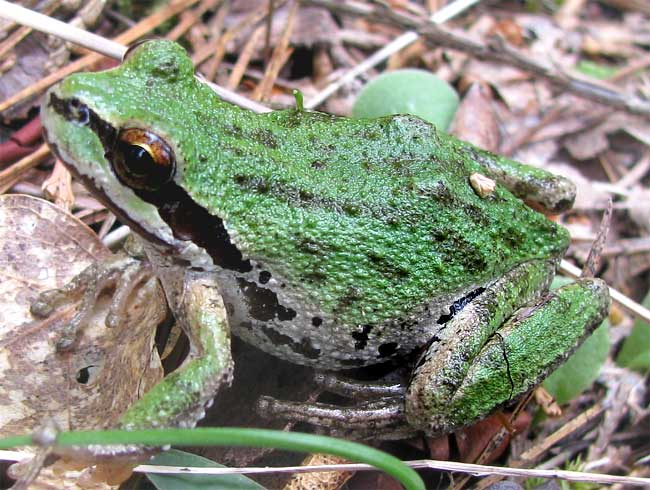
Rainette du Pacifique.

Les pentes du pic Lassen attirent également de nombreux insectes comme la Vanesse du céanothe (Nymphalis californica).

## Histoire

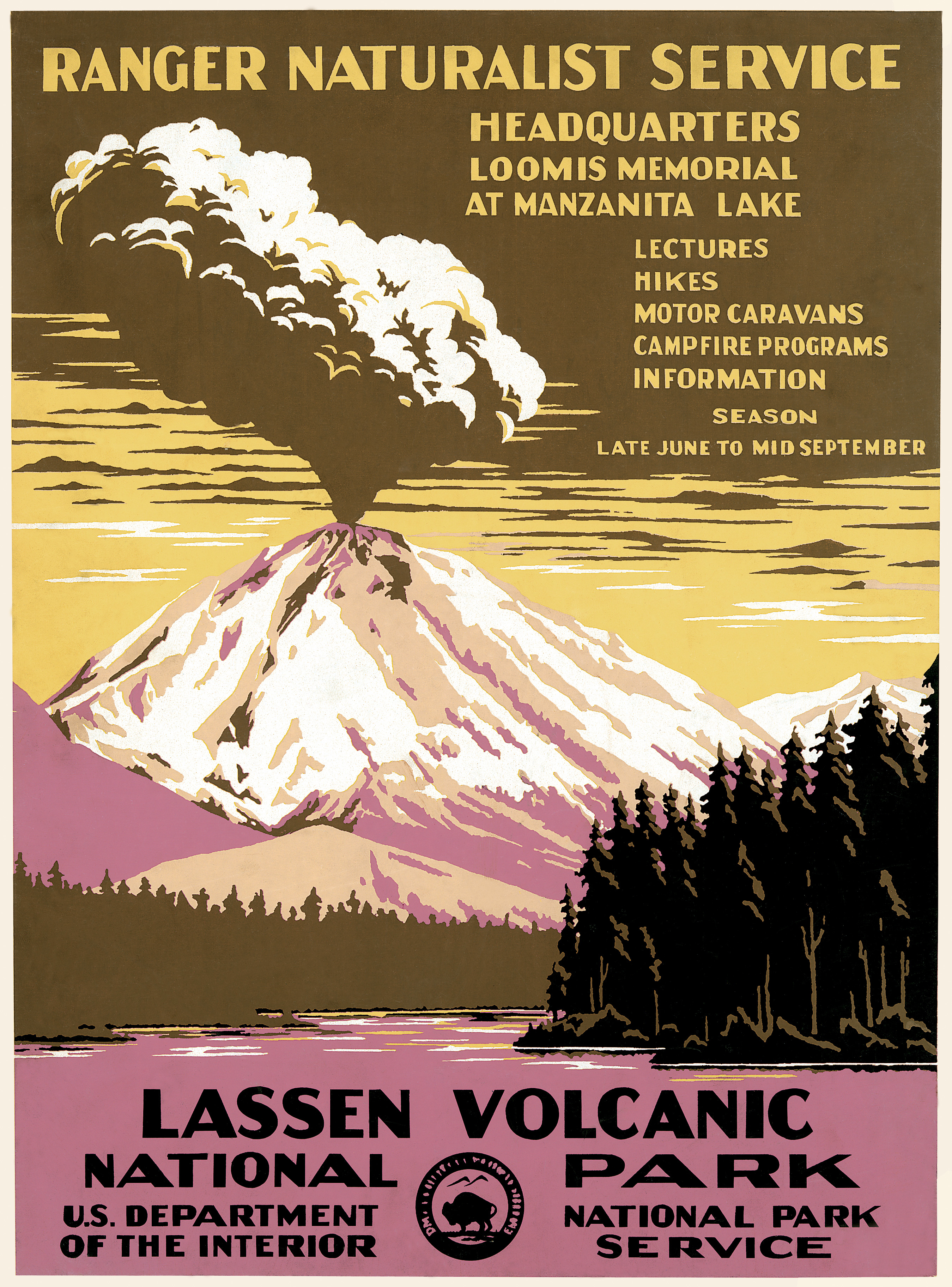
Affiche de la Works Projects Administration pour le National Park Service représentant l'éruption de 1915.

L'arrivée des Amérindiens dans la région du parc remonte à plusieurs milliers d'années. Au XVIIIe siècle, la Californie accueille 103 tribus qui utilisent 21 langues distinctes. Les archéologues mettent au jour des vestiges qui indiquent que la région du parc est occupée par quatre tribus amérindiennes qui n'y vivent pas tout au long de l'année car les conditions climatiques y sont très difficiles en hiver et parce que la nourriture y est alors très rare. Plutôt nomades, ils ne laissent derrière eux que quelques armes en pierres taillées,,.
La tribu Maidu est présente à l'est et au sud du parc jusqu'à la région du lac Almanor. La tribu Atsugewi hiverne au nord du parc le long du ruisseau dénommé Hat Creek et revient dans la zone du parc dès le printemps pour y pêcher et chasser le Cerf hémione. Ils récoltent également des graines et des baies pour se nourrir. Leurs descendants vivent encore dans la région et réalisent des démonstrations (création d'outils par exemple) en vue de montrer leurs traditions aux visiteurs du parc.
Les tribus Yana et Yahi vivent à l'ouest du parc à proximité des cours d'eau où leurs membres pêchent le saumon. Ils se nourrissent également de baies et de graines. Durant l'été, ils se déplacent vers les zones plus élevées où le climat est plus frais et où la nourriture est plus abondante. Ces deux tribus sont décimées au XIXe siècle à la suite des combats avec les colons qui arrivent en nombre dans la région. Alors qu'on pensait que la tribu Yahi avait été totalement massacrée en 1871, un amérindien de cette tribu réapparaît en 1911. Des anthropologues de l'Université de Californie de San Francisco lui donnent le nom d'Ishi (qui signifierait « Homme » dans le langage Yahi) et en profitent pour en apprendre sur sa culture jusqu'à sa mort en 1916,.
L'explorateur espagnol Don Luis Arguëllo donne au pic Lassen le nom de San José en 1821. C'est également à cette époque que des trappeurs de la Compagnie de la Baie d'Hudson explorent les vallées du fleuve Sacramento et de ses affluents à la recherche de fourrures. Jedediah Smith, le célèbre trappeur, passe dans la région en 1828 et nomme le volcan Mount Joseph. Ce nom sera modifié en Mount Saint Joseph en 1841 par des services gouvernementaux américains. En 1848, Peter Lassen, un immigrant danois découvre une voie d'accès à la Californie. Cette voie, dénommée Lassen Trail qui traverse la région volcanique, permettra à de nombreux colons de s'installer dans le nord de la Californie. Le parc national, le volcan et la forêt nationale sont par la suite nommés en son honneur,. De nombreux migrants arrivent dans la région lors de la ruée vers l'or en Californie en 1848. Ces colons s'installent dans la région et vivent de l'agriculture, de l'exploitation minière et forestière. La région du parc sera toutefois protégée par le gouvernement fédéral dans le but d'empêcher une déforestation trop importante.
Les premières explorations scientifiques ont eu lieu dans la région en 1863 et 1864 lorsque des géologues décidèrent d'étudier la zone volcanique. Le 6 mai 1907, deux monuments nationaux sont créés dans la région : (Cinder Cone National Monument et Lassen Peak National Monument). Le photographe B.F. Loomis réalise de nombreuses photographies des phénomènes volcaniques du parc notamment durant la grande éruption de 1914 et 1915. Ses nombreuses photographies et le réveil du volcan permettent de mettre en exergue les richesses du parc. La zone est alors rapidement promue au rang de parc national, dès le 9 août 1916,,.
Le parc national est étendu en 1929 et en 1931 à son extrémité nord-ouest et englobe ainsi le lac Manzanita. La route qui traverse le parc est achevée en 1931. En 1951, le parc absorbe la zone de Sulfur Works qui appartient jusque-là à un propriétaire privé. En octobre 1972, la protection du parc est améliorée lorsque près de 320 km2 sont promus Wilderness area. En 1974, plusieurs infrastructures situées près du lac Manzanita sont fermées et déplacées à cause du risque de glissement de terrain du Chaos Crags.

## Gestion et administration

Logo du National Park Service.

Le parc national est géré par le National Park Service, qui dépend du Département de l'Intérieur américain. Ce service national dispose d'un budget annuel total de 2,361 milliards de dollars (2005) et doit gérer au niveau national plusieurs zones protégées dont la superficie totale avoisine les 340 000 km2.
Parks Headquarters, le quartier général local du service national des parcs est situé dans la localité voisine de Mineral. En 2000, le budget était proche de cinq millions de dollars pour une équipe d’environ 50 équivalents temps plein et de 75 saisonniers. Ce budget sert essentiellement à payer le personnel présent dans le parc et à rénover ou améliorer des routes ou certains bâtiments. Le personnel s'occupe d'accueillir et d'informer les visiteurs du parc. Il lutte également contre la prolifération d'espèces invasives et suit de très près l'évolution des populations d'espèces menacées. Les infrastructures et les bâtiments historiques sont entretenus et restaurés tandis que des sites archéologiques sont protégés et étudiés.
Le rôle du service national des parcs est de préserver et de protéger les ressources naturelles et culturelles. Le Congrès des États-Unis lui conféra le titre d'agence fédérale lors de la ratification du National Park Service Organic Act le 25 août 1916. Selon cette loi, la mission du service est de promouvoir et de réguler l'utilisation des parcs nationaux en protégeant les paysages, la vie sauvage et les sites historiques en vue de les laisser intacts pour les générations futures. La chasse, l'exploitation minière et forestière ainsi que la collecte de ressources naturelles et culturelles sont illégales à l'intérieur du parc. La prospection et l'exploitation de pétrole ou de gaz sont également interdites.

## Tourisme
Selon des statistiques de 2012, le parc, connu pour ses paysages volcaniques, attire près de 400 000 touristes chaque année. Le nombre de visiteurs est comparable à celui du proche parc national de Redwood mais est près de dix fois moindre par rapport au Yosemite, le parc national le plus visité de Californie. Accessible uniquement par la route, il est ouvert tout au long de l'année, mais certaines infrastructures et certaines zones sont fermées de l'automne au printemps.

### Infrastructures
Le parc est traversé dans sa partie occidentale par une route à deux voies (California State Route 89) ce qui facilite son accès. Huit campements et de nombreuses zones de pique-nique sont disponibles dans le parc tandis que différents chalets disséminés permettent aux visiteurs de s'informer et de se restaurer. Le parc dispose d'environ 250 kilomètres de sentiers qui permettent par exemple de se rendre au sommet du pic Lassen, de renifler les fumées odorantes de Sulfur Works ou d'observer des phénomènes hydrothermaux à Bumpas Hell. La région du lac Butte, à proximité du Cinder Cone, est accessible par une autre route entrant au nord-est du parc.

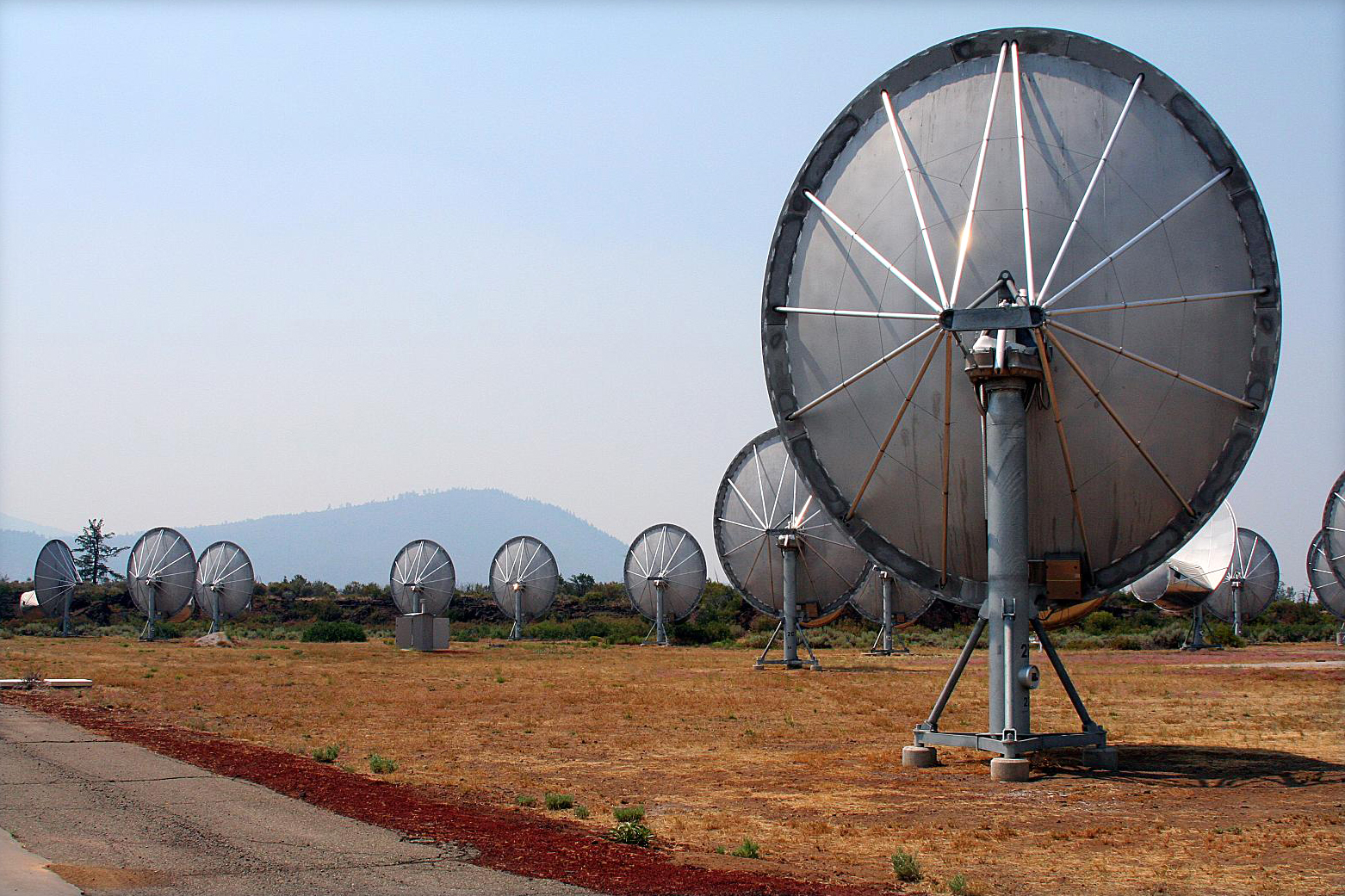
Allen Telescope Array au nord du parc.

Hormis la randonnée, les autres activités estivales possibles sont la pêche, le kayak, l'escalade et la randonnée à cheval tandis qu'en hiver il est possible d'y pratiquer le ski de fond ou la randonnée en raquette.

### Environs
Le parc est assez esseulé par rapport aux autres parcs nationaux. Le parc national de Redwood, connu pour ses énormes Séquoias à feuilles d'if, est situé à près de 300 kilomètres au nord-ouest. Le parc national de Crater Lake est situé à environ 350 kilomètres au nord tandis que le parc national de Yosemite est distant de plus de 550 kilomètres au sud. San Francisco reste la ville principale de la région bien qu'elle soit située à 400 kilomètres au sud-ouest. Dans la région proche du parc, la nature est toutefois encore mise en avant dans la forêt nationale de Lassen et dans la réserve intégrale Caribou. Au nord du parc se trouve l'Allen Telescope Array, un radiotélescope interféromètre composé de 350 antennes de 6,1 mètres de diamètre utilisé pour la recherche d'une intelligence extraterrestre.

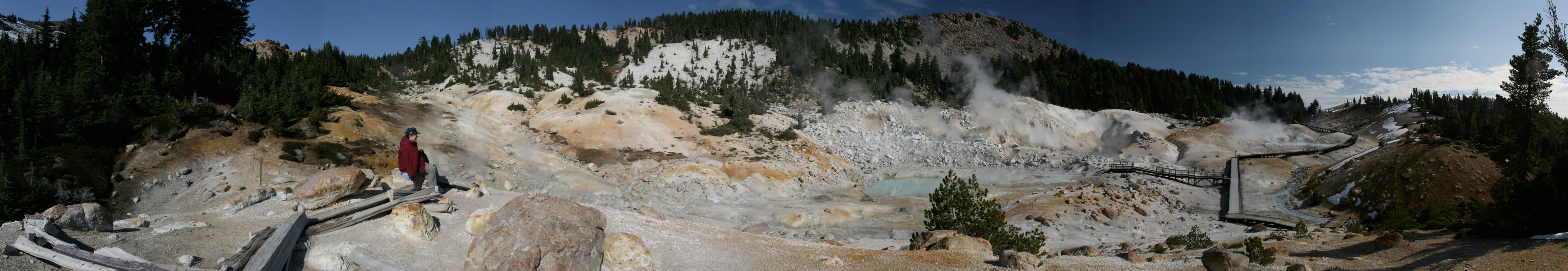
Panorama de la zone hydrothermale de Bumpass Hell.